# Lagos, Portugalia
Lagos este un oraș in zona sud din Portugalia
Lagos (pronunțat LA-goș) este un oraș pe coasta regiunii Algarve din Portugalia. Este situat la aproximativ 90 km vest de cel mai sudic punct al Portugaliei continentale, Faro. Partea veche a orașului Lagos este faimoasă și oferă multe atracții interesante pentru vizitatori.
Fosta capitală nigeriană, Lagos, a fost denumită după acest oraș din Portugalia.
Vezi și: Listă de orașe din Portugalia
1. ↑  , Instituto Nacional de Estatística[*] https://www.ine.pt/xportal/xmain?xpid=INE&xpgid=ine_indicadores&indOcorrCod=0008350&selTab=tab0, accesat în 19 septembrie 2018 Lipsește sau este vid: |title= (ajutor)